# Anitta
Ларисса де Маседо Мачадо (порт. Larissa de Macedo Machado, нар. 30 березня 1993), відома під псевдонімом Anitta — бразильська співачка, композиторка, акторка, танцюристка, підприємиця й феміністка.

## Життєпис і кар'єра
Почала співати у 8 років у хорі з католицької церкви в районі Хоноріо Журжель у Ріо-де-Жанейро. У 16 років навчалася в технічній школі й була покликана працювати у Vale. У 2010 році, після розміщення відео на YouTube, Ренато Азеведо, тодішній продюсер незалежної звукозаписної компанії Furacão 2000, закликав її підписати контракт із лейблом. Завдяки успіху пісні «Meiga e Abusada» у 2012 році вона підписала контракт із Warner Music Brasil наступного року.
Anitta піднялася до національної слави у 2013 році після випуску синглу «Show das Poderosas», який досяг вершини чарту Brasil Hot 100 Airplay. Її музичне відео переглянуто понад 130 мільйонів разів на YouTube. У липні того ж року вона випустила дебютний студійний альбом, який отримав потрійну золоту сертифікацію і платинову сертифікацію ABPD. Було продано 170 000 копій альбому. Ritmo Perfeito (2014), її другий студійний альбом. За місяць було продано 45 тисяч примірників. Того ж дня вона випустила свій перший концертний альбом, Meu Lugar. У листопаді 2014 року виступала на Латиноамериканських Ґреммі, ставши наймолодшою бразильською співачкою, яка виступала на нагородах. У 2015 році вона випустила третій студійний альбом під назвою Bang, який був сертифікований платиновим і включав сингли «Deixa Ele Sofrer», «Bang», «Essa Mina é Louca» і «Cravo e Canela».
У 2013 році Anitta стала співачкою, яка найдовше залишилася на вершині iTunes Brazil і була обрана Артистом року. Вона також була обрана Associação Paulista de Críticos de Arte (APCA) як одкровення року в музиці в 2013 році. Вона є п'ятикратною переможницею як найкращий бразильський виконавець на MTV Europe Music Awards і першою з бразильських виконавців виграла нагороду Best Latino American Act.
У 2017 році вона потрапила у Billboard у 15 найвпливовіший артистів у світі в соціальних мережах, випередивши таких артистів, як Lady Gaga, Шакіра та Ріанна.

## Особисте життя
Анітта є відкритою бісексуалкою та ідентифікує себе як частину ЛГБТ-спільноти.